# Бардыбахин, Вячеслав Евгеньевич
Вячесла́в Евге́ньевич Бардыба́хин (род. 25 мая 2002, Надым) — российский футболист, защитник клуба «Акрон», выступающий на правах аренды за «Ротор».

## Биография
Родился в Надыме.
Начал заниматься футболом в люберецкой ДЮСШ. В 2014 году перешёл в школу «Тюмени», где играл под руководством Константина Викторовича Фишмана.
Начиная с сезона 2017/18 стал попадать в заявку на матчи основной команды «Тюмени».
15 августа 2020 года в матче первенства ПФЛ против «Лады-Тольятти» дебютировал в профессиональном футболе. 
В сезоне 2020/21 стал серебряным призёром 4-й группы первенства ПФЛ. Также в сезоне 2021/22 стал бронзовый призёром Второго дивизиона.
9 июля 2022 года на правах аренды с правом выкупа присоединился к клубу «Енисей». 16 июля 2022 года дебютировал в Первой лиге в матче против ульяновской «Волги». 
По итогам сезона 2022/23 с «Енисеем» занял 4-е место, что позволило команде сыграть в стыковых матчах с клубом «Факел» за право участия в РПЛ. Однако уступив по сумме встреч (0:3), команда продолжила выступление в Первой лиге. 
В июле 2023 года был выкуплен «Енисеем».
26 июня 2024 года пополнил состав клуба «Акрон». 27 июля 2024 года в матче против «Факела» дебютировал в чемпионате России.
3 июля 2025 года на правах аренды перешёл в «Ротор».

## Статистика выступлений
| Выступление      | Выступление      | Выступление      | Лига | Лига | Кубки | Кубки | Стыковые матчи | Стыковые матчи | Итого | Итого |
| Клуб             | Лига             | Сезон            | Игры | Голы | Игры  | Голы  | Игры           | Голы           | Игры  | Голы  |
| ---------------- | ---------------- | ---------------- | ---- | ---- | ----- | ----- | -------------- | -------------- | ----- | ----- |
| Тюмень           | ПФЛ              | 2020/21          | 23   | 0    | 1     | 0     | —              | —              | 24    | 0     |
| Тюмень           | Второй дивизион  | 2021/22          | 27   | 1    | 2     | 0     | —              | —              | 29    | 1     |
| Тюмень           | Итого            | Итого            | 50   | 1    | 3     | 0     | —              | —              | 53    | 1     |
| → Енисей         | Первая лига      | 2022/23          | 27   | 1    | 0     | 0     | 1              | 0              | 28    | 1     |
| → Енисей         | Итого            | Итого            | 27   | 1    | 0     | 0     | 1              | 0              | 28    | 1     |
| → Енисей-2       | Вторая лига      | 2022/23          | 1    | 0    | —     | —     | —              | —              | 1     | 0     |
| → Енисей-2       | Итого            | Итого            | 1    | 0    | —     | —     | —              | —              | 1     | 0     |
| Енисей           | Первая лига      | 2023/24          | 33   | 0    | 1     | 0     | —              | —              | 34    | 0     |
| Енисей           | Итого            | Итого            | 33   | 0    | 1     | 0     | —              | —              | 34    | 0     |
| Акрон            | РПЛ              | 2024/25          | 8    | 0    | 7     | 0     | —              | —              | 15    | 0     |
| Акрон            | Итого            | Итого            | 8    | 0    | 7     | 0     | —              | —              | 15    | 0     |
| → Ротор          | Первая лига      | 2025/26          | 5    | 0    | 0     | 0     | —              | —              | 5     | 0     |
| → Ротор          | Итого            | Итого            | 5    | 0    | 0     | 0     | —              | —              | 5     | 0     |
| Всего за карьеру | Всего за карьеру | Всего за карьеру | 124  | 2    | 11    | 0     | 1              | 0              | 136   | 2     |

## Достижения
«Тюмень»
- Серебряный призёр ПФЛ (группа 4): 2020/21
- Бронзовый призёр Второго дивизиона (группа 4): 2021/22